# Los Angeles Lakers
Die Los Angeles Lakers (ehemals Minneapolis Lakers) sind eine professionelle Basketball-Mannschaft der nordamerikanischen National Basketball Association (NBA). Das Team errang insgesamt 17 Meistertitel der NBA, einen der National Basketball League (NBL) und gewann zudem das World Professional Basketball Tournament in seiner letzten Austragung. Mit den 17 errungenen Meistertiteln sind sie nach den Boston Celtics (18 Titel) das erfolgreichste Franchise der NBA.
Der Teamname „Lakers“ (zu deutsch grob „die an den Seen wohnen“ oder „die von den Seen leben“) geht auf die Zeit zurück, als die Lakers noch in Minneapolis im Bundesstaat Minnesota spielten. „Lakers“ bezieht sich auf den Spitznamen des Bundesstaates Minnesota als „Land der 10 000 Seen“. Nach dem Umzug an die Westküste behielt das Team den Namen.
Seit 1967/68 sind die Team- und Trikotfarben Gold und Lila, zuvor trugen die Lakers Weiß und Königsblau und die Minneapolis Lakers Taubenblau und Gelb. Dazu kommen Sondertrikots, die es seit 2002 in weiß gibt und die traditionell sonntagmittags und sonntagnachmittags getragen werden. Die Lakers waren bis zur Änderung der Heimtrikotregelung 2017/18 das einzige Team in der NBA, dessen Heim-Trikot nicht weiß war.

## Geschichte

### 1947–1968: Beginn in Minneapolis, Umzug nach Los Angeles

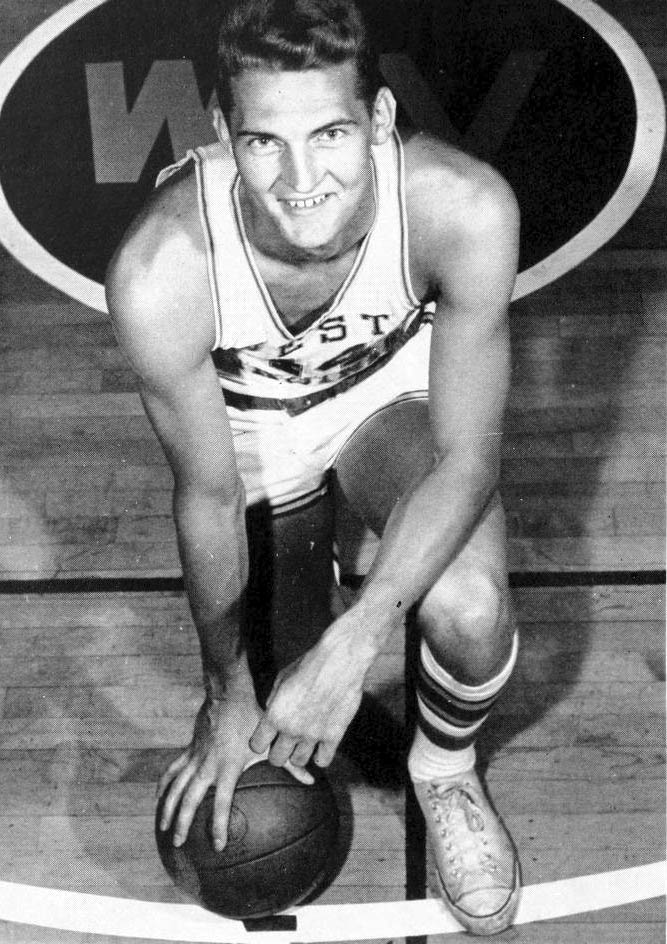
Guard Jerry West

Seit den Gründungstagen der NBA gehörten die Lakers zu den erfolgreichsten Basketball-Teams im Mittleren Westen und traten ihr in ihrer dritten Saison bei, was den Niedergang der NBL rapide beschleunigen sollte. Damals noch in Minneapolis beheimatet, formten die Lakers mit ihrem Center George Mikan die erste Dynastie, als sie fünf Meisterschaften zwischen 1949 und 1954 gewannen. Nach dem fünften Titelgewinn erklärte Mikan seinen Rücktritt, die darauffolgende erfolglose Phase der Lakers währte nur kurz. 1958 drafteten sie Elgin Baylor und zwei Jahre darauf Jerry West. Im selben Jahr zog der Verein auf Veranlassung seines neuen Eigentümers, des Unternehmers und Politikers Robert Short, von Minneapolis an die Westküste, nach Los Angeles. In Minneapolis stand Eishockey höher in der Gunst des Publikums und Short versprach sich in Kalifornien größere Profite. Trotz der zwei Superstars Baylor und West – beide wurden 1996, zum 50. Geburtstag der Liga, unter die 50 besten Spieler der NBA-Geschichte gewählt – waren die Lakers nicht in der Lage, die Übermacht der Boston Celtics in den 1960er Jahren zu brechen, die zwischen 1957 und 1969 elf Meisterschaften gewannen.

### 1968–1973: Die Wilt-Chamberlain-Ära
1968 holten die Lakers Wilt Chamberlain, den herausragenden Center der Liga. Doch trotz dieser Verstärkung unterlagen sie in den kommenden drei Jahren auf dem Weg zum Titel. Erst 1972 gewannen die Lakers ihre erste Meisterschaft in Los Angeles, ironischerweise ohne Elgin Baylor, der verletzungsbedingt in der Mitte der Saison seinen Rücktritt erklärte. Dafür hatte jedoch Gail Goodrich maßgeblich Anteil am Gewinn der Meisterschaft. 1973 unterlag das Team erneut im NBA-Finale, woraufhin Wilt Chamberlain zurücktrat. Ein Jahr später folgte ihm Jerry West und die Lakers waren gezwungen, um Goodrich ein neues Team aufzubauen.

### 1976–1996: Abdul-Jabbar, Worthy und „Magic“-Johnson-Ära, der „Showtime-Express“

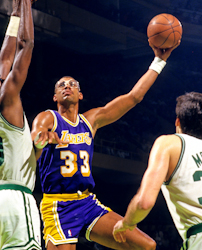
Center Kareem Abdul-Jabbar

1976 gelang es den Lakers erneut, den besten Center der Liga zu verpflichten, in diesem Fall Kareem Abdul-Jabbar von den Milwaukee Bucks, bis dato dreimaliger MVP der Liga. Abdul-Jabbar gewann in den zwei Jahren darauf die Auszeichnung des wertvollsten Spielers der Liga, die Meisterschaften für die Lakers blieben aus. Die Lakers bauten das Team weiter um. 1977 kam Jamaal Wilkes von den Golden State Warriors. 1979 kamen die Lakers durch einen geschickten Trade mit den New Orleans Jazz an das Recht, im Draft als erstes Team wählen zu dürfen. Die Wahl fiel auf Earvin „Magic“ Johnson, der die Lakers schon in seiner ersten Saison zum ersehnten NBA-Titel führte. 1982 gewannen die Lakers erneut die Meisterschaft. Im Draft 1982 erhielten die Lakers, nach einer vorher getroffenen Abmachung mit den Cleveland Cavaliers erneut das erste Wahlrecht. Mit dem ersten Pick wählten sie James Worthy aus. In den 1980er-Jahren begründeten Abdul-Jabbar, Johnson und Worthy, aufgrund der spektakulären Spielweise, den „Showtime-Express“. Weitere wichtige Spieler dieser Zeit waren A. C. Green, Byron Scott und Michael Cooper. Trainiert wurde das Team von Pat Riley. Bis 1988 kamen drei weitere Meisterschaften (1985, 1987, 1988) hinzu. 1989 unterlagen die Lakers überraschend deutlich gegen die Detroit Pistons. Im selben Jahr trat Abdul-Jabbar nach 20-jähriger Profi-Karriere zurück. Nachdem man 1990 die Playoffs gegen die Phoenix Suns verloren hatte, trat Trainer Pat Riley zurück. Magic Johnson führte das Team im Alleingang noch ein weiteres Mal 1991 ins Finale, unterlag dort Michael Jordans Chicago Bulls. Wenige Monate später verkündete Johnson aufgrund einer HIV-Infektion sein Karriereende. Johnsons plötzlicher Rücktritt versetzte die Lakers in einen Schockzustand, aus dem sie sich erst nach einigen Jahren erholten. Mit den Jahren verließen wichtige Schlüsselspieler die Lakers oder traten zurück. James Worthy als letzter verbliebener Teil des Showtime-Express erklärte 1994 seinen Rücktritt. Magic Johnson übernahm 1994 die Lakers für kurze Zeit als Trainer, scheiterte jedoch mit dem Playoffeinzug und wurde durch Del Harris ersetzt. Im gleichen Jahr holte man über den Draft Eddie Jones. Mit Spielern wie Jones und Nick Van Exel, gelang es den Lakers in den kommenden beiden Jahren in die Playoffs einzuziehen. Del Harris wurde 1994 dafür mit den Coach of the Year Award ausgezeichnet. Ebenfalls gab Magic Johnson 1996 ein kurzes Comeback im Lakersdress und absolvierte 32 Spiele, ehe er seine Karriere endgültig beendete.

### 1996–2004: Beginn der Kobe-Bryant- und Shaquille-O’Neal-Ära

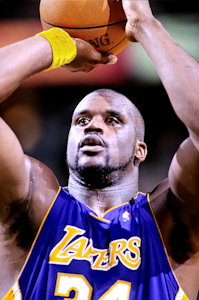
Shaquille O’Neal gewann mit den Lakers drei Meisterschaften

1996 gelangen dem damaligen General Manager Jerry West zwei Verpflichtungen, die die Lakers auf einen Schlag zum Titelaspiranten machten. Zuerst tradete er den Center des Teams, Vlade Divac, für den Draft-Pick der Charlotte Hornets, Kobe Bryant. Wenige Tage später verpflichtete er Shaquille O’Neal von den Orlando Magic, der damals – wie vor ihm Chamberlain und Abdul-Jabbar – der dominanteste Center der NBA war. Weiterhin verpflichtete man Derek Fisher über den Draft und Robert Horry. Bis zur Saison 1998/99 schied dieses hochtalentierte Team immer früh in den NBA-Playoffs aus, worauf sich der Teambesitzer Jerry Buss erstmals dazu durchrang, einen echten Startrainer zu verpflichten.
Vor der Saison 1999/2000 ersetzte Phil Jackson, sechsfacher Champion mit den Bulls, Harris als Headcoach. Mit Jackson kam der Erfolg zurück. Shaquille O’Neal, der nach Jordans Rücktritt 1999 ohnehin schon der beste Spieler der NBA war, steigerte sich erneut und wurde fast einstimmig zum wertvollsten Spieler des Jahres (MVP) gewählt. Bis 2002 gewannen die Lakers drei Meisterschaften in Serie, einen sogenannten Threepeat. Dieser Erfolg hielt die beiden Stars des Teams, Bryant und O'Neal, trotz ihrer gegenseitigen Antipathie zusammen. Nachdem die Lakers 2002/03 frühzeitig in den Playoffs verloren hatten und 2003/04, obwohl hoch favorisiert, in den NBA-Finals den Detroit Pistons unterlegen waren, trennten sich die Wege der beiden Superstars. Die Lakers entschieden sich, Kobe Bryant zu halten, und so wurde Shaquille O’Neal, unter anderem in Austausch für Lamar Odom, zu den Miami Heat geschickt.

### 2004–2007: Neuaufbau
Der Weggang von O’Neal zu den Heat riss ein größeres Loch als erwartet und Kobe Bryant allein gelang es nicht, dieses zu kompensieren. In der Saison 2004/05 fanden die Playoffs zum ersten Mal nach 1994 wieder ohne die Lakers statt. Überraschenderweise kehrte nach der Saison Phil Jackson als Trainer der Lakers zurück. In der Saison 2005/06 gelang es den Lakers jedoch, aufgrund des wiedererstarkten Kobe Bryant, in die Playoffs zu kommen, wo sie gegen den Titelfavoriten Phoenix Suns nur knapp unterlagen.
Im Jahr darauf, der Saison 2006/07, erlitten die Lakers eine empfindliche Niederlage gegen die Dallas Mavericks. Das Team verlor vor eigenem Publikum 72:108. Diese Heimniederlage ist die höchste in der Geschichte des Vereins.
In den Playoffs 2007 verlief es ähnlich wie die Saison zuvor. Sie kämpften sich auf Platz sieben im Westen und traten erneut gegen die Phoenix Suns an. Sie verloren die Serie jedoch mit 1:4.

### 2007–2011: Rückkehr zur Spitze, Verpflichtung von Pau Gasol

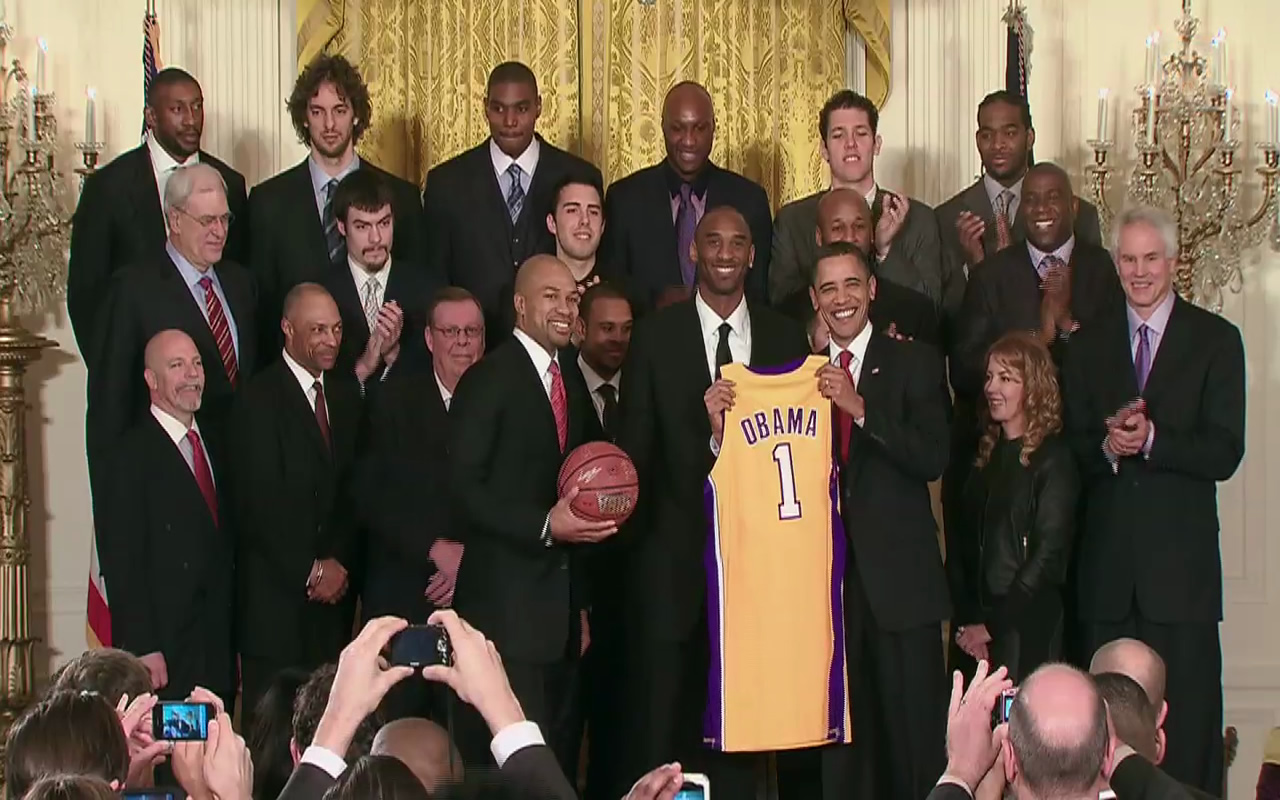
Barack Obama gratuliert den Lakers zum Titelgewinn 2009

In der Saison 2007/08 erspielten sie sich Platz eins in der Western Conference und zogen in die Finals ein, wo sie jedoch den Boston Celtics unterlagen. Seit der NBA-Saison 2007/08 gehören die Lakers wieder zu den besten Teams der NBA. Das verdanken sie vor allem der positiven Entwicklung ihres Center Andrew Bynum und dem Trade von Pau Gasol, der im Februar 2008 von den Memphis Grizzlies kam.
In der Saison 2008/09 erreichten sie die Finals. Diese wurden mit 4:1 gegen die Orlando Magic gewonnen. Als wertvollster Spieler dieser Serie wurde Kobe Bryant zum Finals-MVP gewählt.
In der Saison 2009/10 zogen die Lakers zum dritten Mal in Folge in die Finals ein, wo sie, wie schon zwei Jahre zuvor, auf die Boston Celtics trafen. Diesmal entschieden die Lakers die Serie mit 4:3 für sich, und Kobe Bryant wurde erneut zum Finals-MVP gewählt.

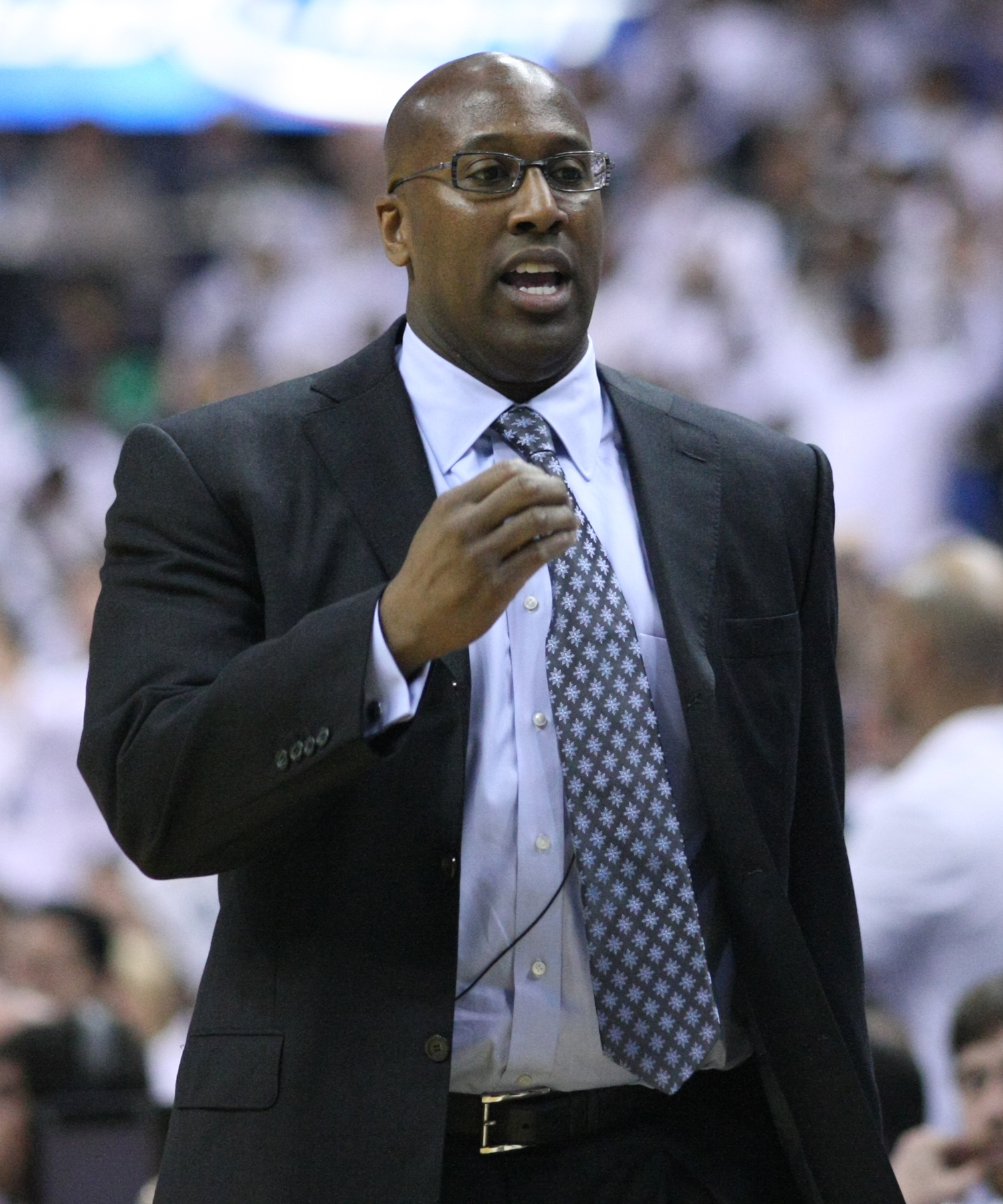
Mike Brown war von 2011 bis 2012 Headcoach der Lakers

In der Saison 2010/11 starteten die Lakers erneut als Favorit in die Saison. Nach einer verhältnismäßig guten Saison, qualifizierten sich die Lakers für die Playoffs. Nach dem Sieg in der ersten Runde gegen die New Orleans Hornets, schied die Mannschaft enttäuschend gegen die Dallas Mavericks, um den deutschen Star Dirk Nowitzki, mit 0:4 aus. Mit dem Ausscheiden endete die Ära von Phil Jackson bei den Lakers. Jackson hatte die Lakers zu fünf Meisterschaften geführt.
Vor der Saison 2011/12, die aufgrund des Lockouts erst am 25. Dezember begann, unterband David Stern (NBA Commissioner) per Veto einen Trade, bei dem Pau Gasol und Lamar Odom im Tausch für Chris Paul zu den New Orleans Hornets wechseln sollten (die NBA selbst war von Dezember 2010 bis 2012 Eigentümer der Hornets). Als dieser Trade nicht zustande kam, wurde Jason Kapono von den Philadelphia 76ers verpflichtet. Des Weiteren verließ Lamar Odom das Team in Richtung Dallas zu den Mavericks. Dies geschah, weil dieser, nachdem er erfahren hatte, dass die Lakers ihn abgeben wollten, um Chris Paul zu bekommen, einen Wechsel gefordert hatte.
Kurz vor Ende der Trade-Deadline schickten die Lakers Derek Fisher zusammen mit ihrem Firstround Pick nach Houston zu den Rockets im Tausch für Power Forward/Center Jordan Hill. Des Weiteren wurden Luke Walton und Jason Kapono mit dem 2012er Firstround Pick zu den Cleveland Cavaliers geschickt und die Lakers erhielten im Gegenzug den Point Guard Ramon Sessions sowie Christian Eyenga.
Die Lakers konnten die reguläre Saison auf dem dritten Platz der Western Conference abschließen und trafen in der ersten Runde der Playoffs auf die Denver Nuggets. Die Serie gewannen die Lakers mit 4:3 in Spielen. Im Conference-Halbfinale schieden sie gegen die Oklahoma City Thunder mit 1:4 in Spielen aus.

### 2012–2016: Saison mit Dwight Howard, Neuaufbau, Kobe Bryants letzte Jahre
In der Offseason 2012 verstärkten sich die Lakers mit Dwight Howard, der von den Orlando Magic wechselte. Ebenso konnten sie mit Steve Nash und Antawn Jamison weitere namhafte Verpflichtungen ins Team holen. Mit drei Niederlagen in Folge zu Saisonbeginn starteten die Lakers so schlecht in eine Saison wie seit 1978 nicht mehr. Nachdem von den ersten fünf Spielen nur eins hatte gewonnen werden können, wurde Headcoach Mike Brown im November 2012 entlassen und durch Mike D’Antoni ersetzt. Kurz vor Beginn der Playoffs fielen Kobe Bryant mit gerissener Achillessehne und darüber hinaus noch Steve Blake und Steve Nash aus. In der Folge verloren die Lakers in der ersten Runde in vier Spielen gegen die San Antonio Spurs.

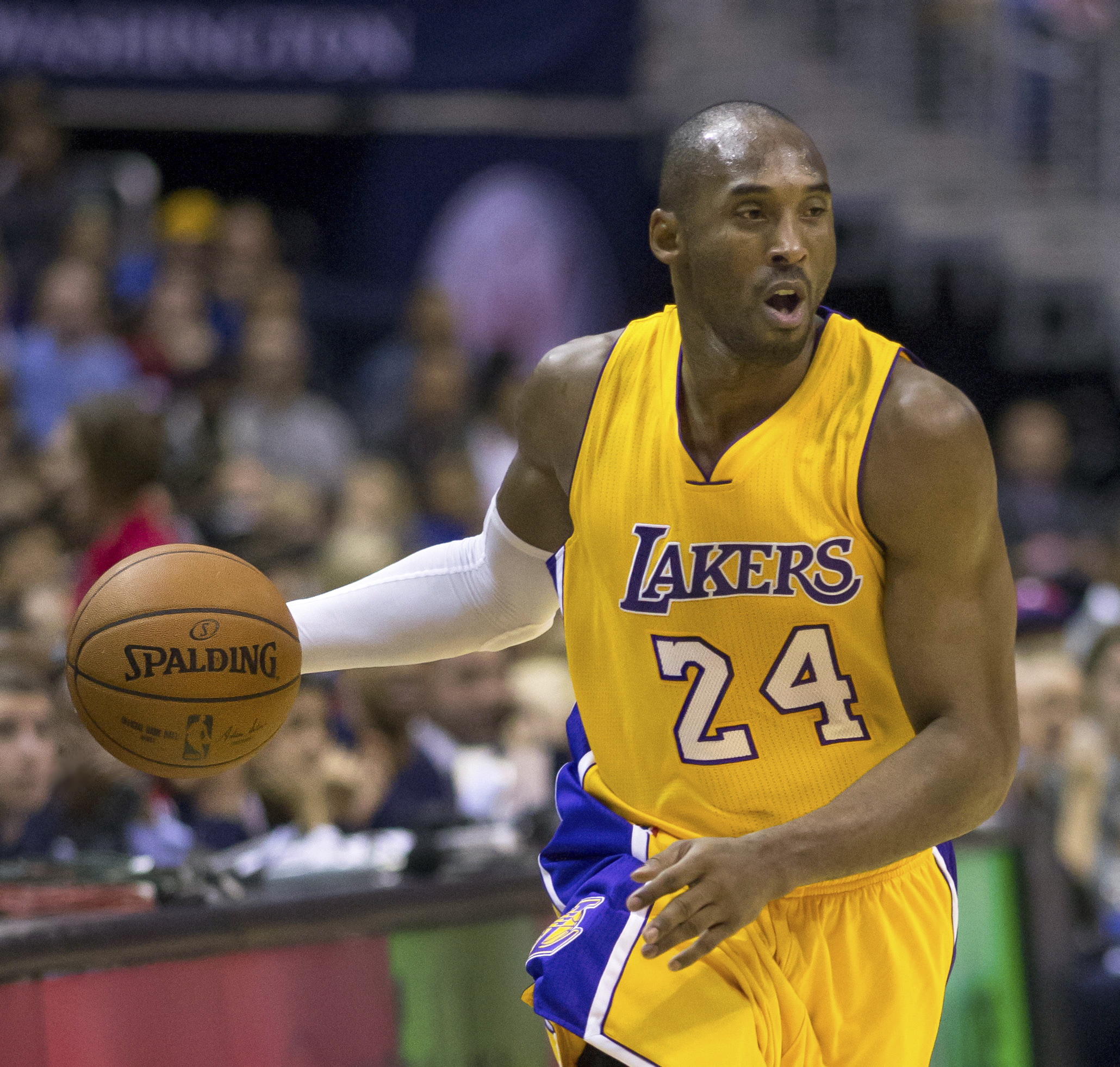
Kobe Bryant spielte von 1996 bis 2016 für die Lakers

Zur Saison 2013/2014 verließen Leistungsträger wie Dwight Howard, Metta World Peace und Antawn Jamison das Team trotz teilweise vorliegenden neuen Vertragsangeboten. Gerade der Abgang von Howard traf das Franchise schwer. Durch den langfristigen Ausfall von Kobe Bryant riefen die Lakers ein Übergangsjahr aus und verpflichteten freie Spieler größtenteils mit Verträgen über ein Jahr, um im Sommer 2014 flexibel auf dem Spielermarkt agieren zu können. Bekannteste neue Spieler waren Center Chris Kaman, der von den Dallas Mavericks nach Los Angeles wechselte und Guard Nick Young, der aus Philadelphia kam. Auch der deutsche Nationalspieler Elias Harris schaffte es über die NBA Summer League in den Kader der Lakers, wurde jedoch nach einigen Wochen dennoch entlassen, um Platz für weitere Spieler im Kader zu machen. Dezember 2013 kehrte Bryant ins Team der Lakers zurück und gab sein Comeback. Jedoch verletzte er sich nach einigen Spielen erneut, wodurch er die restliche Saison ausfallen wird. Die Saison endete ernüchternd im Tabellenkeller der Western Conference. Mit 27 Siegen und 55 Niederlagen konnte man lediglich die Utah Jazz in der Conference hinter sich lassen. Nachdem sich Mike D’Antoni mit den Lakers nicht auf eine längere Zusammenarbeit einigen konnte, trat er Ende April 2014 daraufhin von seinem Amt als Headcoach der Lakers zurück.
Beim NBA-Draft 2014 wählte man erstmals wieder seit 2005 in den Top 10 und rekrutierte den Power Forward Julius Randle an siebter Stelle. Nach sechs Jahren verließ Gasol die Lakers und wechselte zu den Chicago Bulls. Als Ersatz wurde Carlos Boozer verpflichtet, der wiederum vorher von den Bulls entlassen wurde. Zudem wurde Byron Scott als neuer Trainer präsentiert.
Trotz der Rückkehr von Kobe Bryant legten die Lakers mit einem Sieg bei acht Niederlagen den schlechtesten Start der Vereinsgeschichte hin. Bryant konnte erneut die Saison nicht ohne Verletzung beenden. Rookie Randle verletzte sich bereits in seinem ersten Spiel und fiel für den Rest der Saison aus. Hoffnungen machte dagegen Rookie Jordan Clarkson, der eine starke Saison spielte. Die Saison wurde mit 21 Siegen und 61 Niederlagen beendet. Damit war man das viertschlechteste Team der NBA und stellte einen franchise-internen Negativrekord auf.
Durch die Lotterie rutschten die Lakers auf Platz 2 in der Reihenfolge im NBA-Draft 2015. Dies war zugleich die höchste Draftplatzierung seit über 30 Jahren. Im Draft wählte man an zweiter Stelle den 19-jährigen D’Angelo Russell von der Ohio State University aus. Zur neuen Saison verkündete Starspieler Kobe Bryant, dass die Saison 2015/16 seine letzte Saison sein werde. Die Lakers verstärkten sich über den Sommer nur bedingt. Lediglich Ex-All-Star Roy Hibbert und der amtierende Sixth Man of the Year Lou Williams waren namhafte Verstärkungen, außerdem kehrte mit Metta World Peace, der zuletzt in Italien spielte, ein Mitglied der Meisterschafts-Mannschaft von 2010 nach Los Angeles zurück. Die Lakers spielten jedoch erneut eine schwache Saison und hatten bereits früh und als erste Mannschaft der Saison keine Chance mehr, die Playoffs zu erreichen. Die Lakers stellten mit 17 Siegen und 65 Niederlagen einen neuen Team-Negativrekord auf und belegten abgeschlagen den letzten Platz in der Western Conference. Neben zahlreichen hohen Niederlagen sorgten vor allem Eskapaden abseits des Spielfeldes für negative Aufmerksamkeit, so tauchten private Videos auf und mehrere Spieler beschimpften öffentlich ihre Fans. Ende April 2016 wurde Trainer Scott entlassen. Kobe Bryant hatte zudem am 13. April 2016 sein letztes Spiel im Lakerstrikot gegeben und war nach 20 Jahren Lakerszugehörigkeit vom Profisport zurückgetreten.

### 2016–2018: Die Post-Bryant-Ära
Zur Saison 2016/17 übernahm der ehemalige Lakers-Spieler Luke Walton als Head Coach die Lakers. Während der Draftlotterie 2016 erhielten die Lakers erneut das Auswahlrecht an zweiter Stelle zugesprochen. Mit diesem wurde Brandon Ingram von der Duke University ausgewählt. Die Lakers verbesserten sich unter Walton nur marginal auf 26 Saisonsiege, verpassten die Playoffs jedoch auch dieses Mal deutlich. Kurz vor dem NBA-Draft 2017 wurde D’Angelo Russell mit Timofey Mozgov für Brook Lopez zu den Brooklyn Nets transferiert. Im NBA-Draft verstärkten sich die Lakers mit Point Guard Lonzo Ball von der heimischen UCLA an zweiter Stelle. Mit Kyle Kuzma wurde ein weiterer Rookie an 27. Stelle gezogen, der ebenfalls eine überraschend gute Saison spielte. Die Lakers konnten in der Saison 2017/18 ihre Bilanz mit einem jungen Team bestehend aus Ingram, Ball, Randle und Kuzma, auf 35 Siege steigern. Die Playoffs wurden jedoch auch dieses Mal deutlich verpasst.

### Seit 2018: Die LeBron-James-Ära
Beim NBA-Draft 2018 wurden mit Moritz Wagner (an 25. Position) und Svi Mikhailiuk (an 47. Position) zwei ausländische Spieler verpflichtet. Isaac Bonga, der an 39. Stelle von den Philadelphia 76ers ausgewählt wurde, wurde am 6. Juli 2018 zu den Lakers getauscht und spielte mit den beiden für das Team in der NBA Summer League in Las Vegas.
In der Free-Agency-Phase 2018 sicherten sich die Lakers den Superstar und mehrfachen NBA-MVP LeBron James. Außerdem verpflichteten sie die Rollenspieler Rajon Rondo, Lance Stephenson, JaVale McGee und Michael Beasley. Trotz eines namhaften Kaders verpassten die Lakers abermals die Playoffs und trennten sich im Anschluss an die Saison von Headcoach Luke Walton. Als Nachfolger wurde nach einigen Wochen Frank Vogel präsentiert, der zuvor als Headcoach bereits die Indiana Pacers und die Orlando Magic betreut hatte.
Kurz vor der Free Agency 2019 wurde für Anthony Davis in einem Three-Team-Deal getradet. Dabei gaben die Lakers Brandon Ingram, Lonzo Ball, Josh Hart und zukünftige Picks an New Orleans ab und schickten darüber hinaus Moritz Wagner, Isaac Bonga und Jemerrio Jones nach Washington. Das weitere Ziel war Cap Space zu schaffen, um einen weiteren namhaften Free Agent zu signen, Hauptziel dabei war Kawhi Leonard, was allerdings scheiterte. Im Draft wurde nur Talen Horton-Tucker an Position 46 in der zweiten Runde gezogen, da der Nr.4 Pick im Davis Trade-Paket beinhaltet war.
In der Saison 2019/20 haben sich die Lakers nicht nur das erste Mal seit sechs Jahren wieder für die Playoffs qualifiziert, sondern auch den ersten Platz im Westen gesichert. Der Start in die Playoffs verlief gut. Nach einer Niederlage im ersten Spiel gegen Damian Lillards Portland Trail Blazers gewannen sie die nächsten vier Spiele und zogen in die zweite Runde ein. Hier trafen sie auf die Houston Rockets um James Harden und Russell Westbrook. Wie in der ersten Runde auch verloren sie das erste Spiel, um dann aber die nächsten vier Spiele für sich zu entscheiden und in die Western Conference Finals einzuziehen. Nachdem die favorisierten Los Angeles Clippers mit Kawhi Leonard und Paul George in sieben Spielen gegen die Denver Nuggets wider Erwarten verloren hatten, warteten dort die Nuggets als nächste Gegner. Die Lakers gewannen die ersten zwei Spiele (im zweiten durch einen Buzzer Beater von Anthony Davis), wobei das dritte Spiel mit 114–106 verloren ging. Mit den Siegen in den nächsten zwei Spielen qualifizierten sie sich das erste Mal seit der Saison 2009/10 für die NBA Finals.
Dort standen ihnen mit den Miami Heat das ehemalige Team von LeBron James, gegenüber.
Die ersten beiden Spiele gewannen die Lakers mit einer 16 bzw. 10 Punkte Führung. Das dritte Spiel verloren sie, unter anderem da Jimmy Butler, der Star der Miami Heat, ein 40 Punkte Triple Double auflegte und damit einer von erst drei Spielern wurde, der dies in den NBA Finals schaffte (neben Jerry West und LeBron James). Die Lakers gewannen das vierte Spiel mit 102–96, verloren daraufhin das fünfte Spiel mit 111–108 (Danny Green verfehlte hierbei einen entscheidenden Dreier). Im insgesamt sechsten Spiel dominierten die Lakers dann, wobei sie zur Halbzeit die zweithöchste Führung in der Geschichte der NBA-Finals hatten, und gewannen mit 106–93. LeBron James wurde zum 4. Mal in seiner Karriere als Finals MVP gekürt. Mit dieser Meisterschaft stellten die Los Angeles Lakers den Rekord für die meisten NBA Meisterschaften, den bislang die Boston Celtics mit 17 Titeln allein gehalten hatten, ein.
Nach einer durchwachsenen Saison 2020/21 und einer längeren Verletzung von James landeten die Lakers auf Platz 7 im Westen. Somit mussten sie ins Play-In Tournament und trafen auf die Golden State Warriors, die sie in einer umkämpften Partie 103:100 besiegten, dank eines entscheidenden Dreiers von James. Damit sicherten die Lakers sich als Siebtplatzierter den erneuten Playoff-Einzug. Dort unterlagen sie in der 1. Runde den Phoenix Suns allerdings deutlich mit 4-2.
Die Saison 2022/23 verlief über weite Teile holprig. Nach einigen Trades verstärkten die Lakers sich u. a. mit Rui Hachimura von den Washington Wizards und beendeten die Lakers die Saison auf Platz sieben. Nach starken Auftritten und Playoff-Siegen über die Memphis Grizzlies in Runde eins und über die Golden State Warriors in Runde zwei, scheiterten die Lakers erst mit 0:4 in den Conference Finals an den Denver Nuggets.
Am 9. Dezember 2023 gewannen die Lakers das erste NBA In-Season Tournament, bei dem LeBron James als MVP des Turniers gekürt wurde.
Am 3. Mai 2024, knapp einen Monat nach Ende der Regular Season 2023/24, gaben die Lakers über X bekannt, dass sie sich von ihrem Cheftrainer Darvin Ham getrennt haben. Ham hatte die Positions des Cheftrainers für lediglich zwei Spielzeiten inne.
Am 24. Juni 2024 wurde der ehemalige NBA-Spieler J.J. Redick als neuer Cheftrainer Lakers bekannt gegeben. Zuletzt arbeitete Redick als Experte für ESPN und betrieb zusammen mit dem Los Angeles Lakers-Spieler LeBron James einen Podcast über Basketball.

## Aktueller Kader
| Nr. | Nat.               | Name                | Position       | Geburt     | Größe  | Info | College                    |
| --- | ------------------ | ------------------- | -------------- | ---------- | ------ | ---- | -------------------------- |
| 2   | Vereinigte Staaten | Jarred Vanderbilt   | Forward        | 03.04.1999 | 203 cm |      | Kentucky                   |
| 4   | Vereinigte Staaten | Dalton Knecht       | Forward        | 19.04.2001 | 198 cm | R    | Tennessee                  |
| 7   | Vereinigte Staaten | Gabe Vincent        | Guard          | 14.07.1996 | 191 cm |      | UC Santa Barbara           |
| 9   | Vereinigte Staaten | Bronny James        | Guard          | 06.10.2004 | 188 cm | R    | USC                        |
| 10  | Kamerun            | Christian Koloko    | Center         | 20.06.2000 | 213 cm | G    | Arizona                    |
| 11  | Vereinigte Staaten | Jaxson Hayes        | Forward/Center | 23.05.2000 | 213 cm |      | Texas                      |
| 14  | Deutschland        | Maxi Kleber         | Forward        | 29.01.1992 | 208 cm |      | Deutschland                |
| 15  | Vereinigte Staaten | Austin Reaves       | Guard          | 29.05.1998 | 196 cm |      | Oklahoma                   |
| 17  | Vereinigte Staaten | Dorian Finney-Smith | Forward        | 04.05.1993 | 201 cm |      | Florida                    |
| 20  | Vereinigte Staaten | Shake Milton        | Guard          | 26.09.1996 | 196 cm |      | SMU                        |
| 23  | Vereinigte Staaten | LeBron James        | Forward        | 30.12.1984 | 205 cm | C    | St.Vincent-St.Mary HS (OH) |
| 27  | Ukraine            | Alex Len            | Center         | 16.06.1993 | 213 cm |      | Maryland                   |
| 28  | Japan              | Rui Hachimura       | Forward        | 08.02.1998 | 203 cm |      | Gonzaga                    |
| 30  | Vereinigte Staaten | Jordan Goodwin      | Guard          | 23.10.1998 | 196 cm |      | Saint Louis                |
| 55  | Vereinigte Staaten | Trey Jemison        | Center         | 28.11.1999 | 208 cm | G    | UAB                        |
| 77  | Slowenien          | Luka Dončić         | Guard/Forward  | 28.02.1999 | 198 cm |      | Slowenien                  |
| 88  | Vereinigte Staaten | Markieff Morris     | Forward        | 02.09.1989 | 206 cm |      | Kansas                     |

| Nat.               | Name            | Position         |
| ------------------ | --------------- | ---------------- |
| Vereinigte Staaten | JJ Redick       | Head Coach       |
| Vereinigte Staaten | Greg St. Jean   | Assistenzcoach   |
| Vereinigte Staaten | Scott Brooks    | Assistenzcoach   |
| Vereinigte Staaten | Nate McMillan   | Assistenzcoach   |
| Vereinigte Staaten | Lindsey Harding | Assistenzcoach   |
| Vereinigte Staaten | Bob Beyer       | Assistenzcoach   |
| Vereinigte Staaten | Roger Sancho    | Athletic Trainer |

| Abk. | Bedeutung                       |
| ---- | ------------------------------- |
| Nr.  | Trikotnummer                    |
| Nat. | Nationalität                    |
| C    | Mannschaftskapitän              |
| R    | Rookie                          |
| G    | Two-way contract                |
| S    | Suspension                      |
|      | Verletzungsbedingte Inaktivität |

## Ehrungen und nennenswerte Leistungen

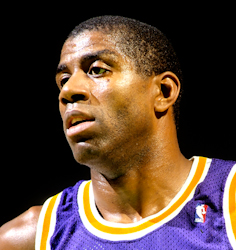
Magic Johnson

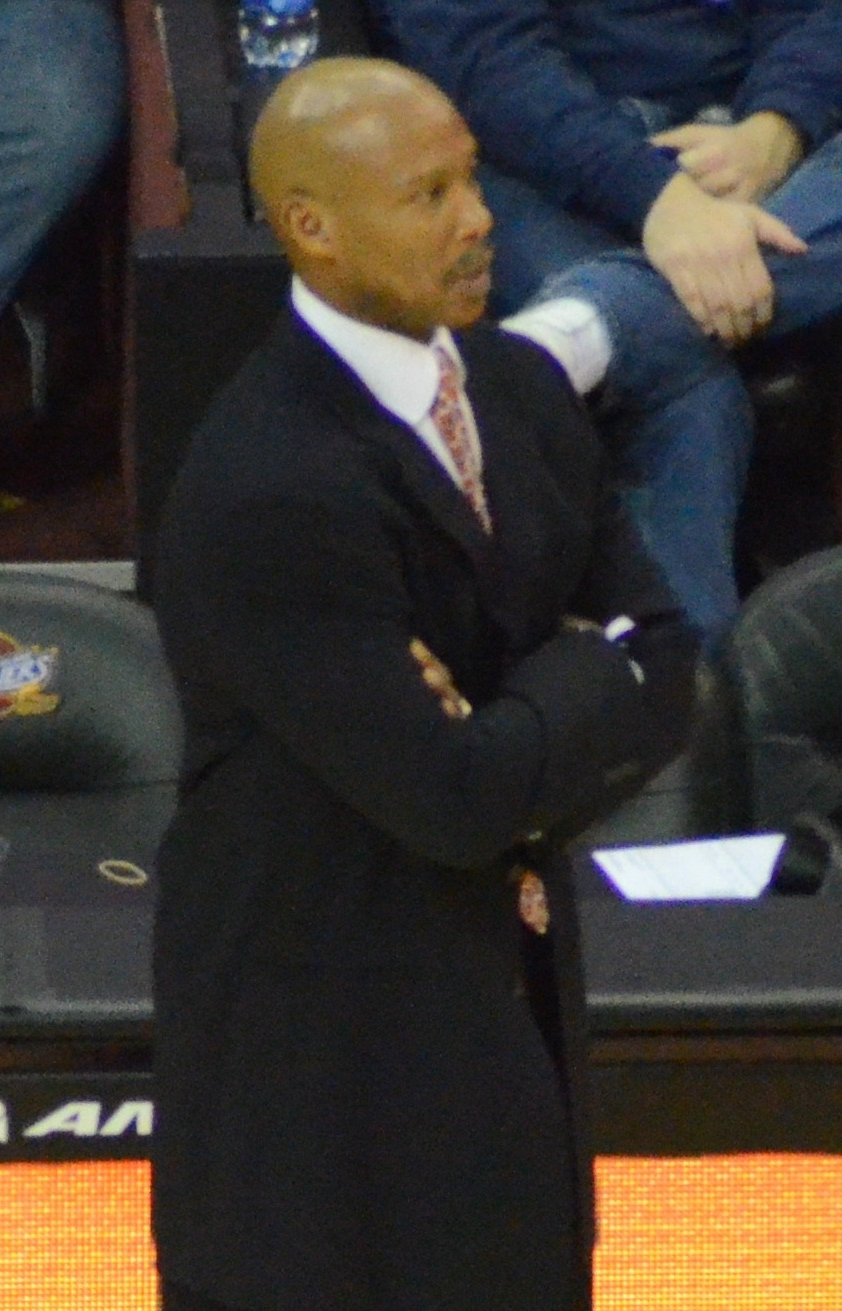
Byron Scott

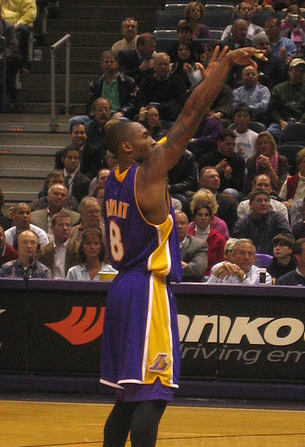
Kobe Bryant

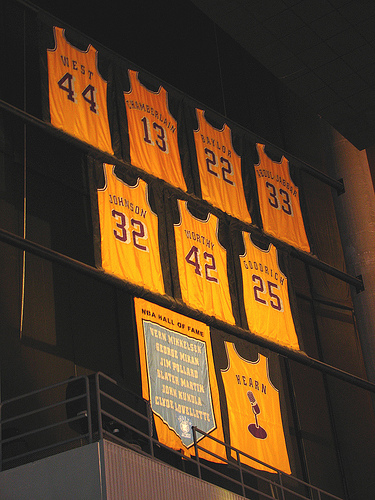
Nicht mehr vergebene Trikotnummern in der Crypto.com Arena

| Nr. | Nat.               | Name                | Position               | Zeit                 |
| --- | ------------------ | ------------------- | ---------------------- | -------------------- |
| 8   | Vereinigte Staaten | Kobe Bryant         | Guard                  | 1996–2016            |
| 13  | Vereinigte Staaten | Wilt Chamberlain    | Center                 | 1968–1973            |
| 16  | Spanien            | Pau Gasol           | Center / Power Forward | 2008–2014            |
| 22  | Vereinigte Staaten | Elgin Baylor        | Forward                | 1958–1971            |
| 24  | Vereinigte Staaten | Kobe Bryant         | Guard                  | 1996–2016            |
| 25  | Vereinigte Staaten | Gail Goodrich       | Guard                  | 1965–1968, 1970–1976 |
| 32  | Vereinigte Staaten | Magic Johnson       | Guard                  | 1979–1991, 1996      |
| 33  | Vereinigte Staaten | Kareem Abdul-Jabbar | Center                 | 1975–1989            |
| 34  | Vereinigte Staaten | Shaquille O’Neal    | Center                 | 1996–2004            |
| 42  | Vereinigte Staaten | James Worthy        | Forward                | 1982–1994            |
| 44  | Vereinigte Staaten | Jerry West          | Guard Trainer          | 1960–1974 1976–1979  |
| 52  | Vereinigte Staaten | Jamaal Wilkes       | Forward                | 1977–1985            |
| 99  | Vereinigte Staaten | George Mikan        | Center                 | 1947–1956            |

| Name              | aktueller Verein |
| ----------------- | ---------------- |
| Michael Cooper    | Karriere beendet |
| Adrian Dantley    | Karriere beendet |
| Vlade Divac       | Karriere beendet |
| Rick Fox          | Karriere beendet |
| Pau Gasol         | Karriere beendet |
| Horace Grant      | Karriere beendet |
| A. C. Green       | Karriere beendet |
| Eddie Jones       | Karriere beendet |
| Clyde Lovellette  | Karriere beendet |
| Karl Malone       | Karriere beendet |
| Slater Martin     | Karriere beendet |
| Bob McAdoo        | Karriere beendet |
| George Mikan      | Verstorben       |
| Vern Mikkelsen    | Karriere beendet |
| Steve Nash        | Karriere beendet |
| Gary Payton       | Karriere beendet |
| Jim Pollard       | Karriere beendet |
| Glen Rice         | Karriere beendet |
| Mitch Richmond    | Karriere beendet |
| Pat Riley         | Karriere beendet |
| Dennis Rodman     | Karriere beendet |
| Byron Scott       | Karriere beendet |
| Nick Van Exel     | Karriere beendet |
| Metta World Peace | Karriere beendet |

## Statistiken
| Jahr               | Siege:Niederlagen  | Siege [%]          | Play-offs                                                                |
| Minneapolis Lakers | Minneapolis Lakers | Minneapolis Lakers | Minneapolis Lakers                                                       |
| ------------------ | ------------------ | ------------------ | ------------------------------------------------------------------------ |
| 1948/49            | 44:16              | 73,3               | BAA-Meister gegen die Washington Capitols mit 4:2                        |
| 1949/50            | 51:17              | 75,0               | NBA-Meister gegen die Syracuse Nationals mit 4:2                         |
| 1950/51            | 44:24              | 64,7               | 1:3 in den Western Division-Halbfinals gegen die Rochester Royals        |
| 1951/52            | 40:26              | 60,6               | NBA-Meister gegen die New York Knicks mit 4:3                            |
| 1952/53            | 48:22              | 68,6               | NBA-Meister gegen die New York Knicks mit 4:1                            |
| 1953/54            | 46:26              | 63,9               | NBA-Meister gegen die Syracuse Nationals mit 4:3                         |
| 1954/55            | 40:32              | 55,6               | 1:3 in den Western Division-Finals gegen die Fort Wayne Pistons          |
| 1955/56            | 33:39              | 45,8               | 1:2 in den Western Division-Halbfinals gegen die St. Louis Hawks         |
| 1956/57            | 34:38              | 47,2               | 0:3 in den Western Division-Finals gegen die St. Louis Hawks             |
| 1957/58            | 19:53              | 26,4               | Nicht für die Playoffs qualifiziert                                      |
| 1958/59            | 33:39              | 45,8               | 0:4 in den NBA-Finals gegen die Boston Celtics                           |
| 1959/60            | 25:50              | 33,3               | 3:4 in den Western Divisions-Finals gegen die St. Louis Hawks            |
| Los Angeles Lakers |                    |                    |                                                                          |
| 1960/61            | 36:43              | 45,6               | 3:4 in den Western Divisions-Finals gegen die St. Louis Hawks            |
| 1961/62            | 54:26              | 67,5               | 3:4 in den NBA-Finals gegen die Boston Celtics                           |
| 1962/63            | 53:27              | 66,3               | 2:4 in den NBA-Finals gegen die Boston Celtics                           |
| 1963/64            | 42:38              | 52,5               | 2:3 in den Western Divisions-Halbfinals gegen die St. Louis Hawks        |
| 1964/65            | 49:31              | 61,3               | 1:4 in den NBA-Finals gegen die Boston Celtics                           |
| 1965/66            | 45:35              | 56,3               | 3:4 in den NBA-Finals gegen die Boston Celtics                           |
| 1966/67            | 36:45              | 44,4               | 0:3 Western Divisions-Halbfinals gegen die San Francisco Warriors        |
| 1967/68            | 52:30              | 63,4               | 2:4 in den NBA-Finals gegen die Boston Celtics                           |
| 1968/69            | 55:27              | 67,1               | 3:4 in den NBA-Finals gegen die Boston Celtics                           |
| 1969/70            | 46:36              | 56,1               | 3:4 in den NBA-Finals gegen die New York Knicks                          |
| 1970/71            | 48:34              | 58,5               | 1:4 in den Western Conference-Finals gegen die Milwaukee Bucks           |
| 1971/72            | 69:13              | 84,1               | NBA-Meister gegen die New York Knicks mit 4:1                            |
| 1972/73            | 60:22              | 73,2               | 1:4 in den NBA-Finals gegen die New York Knicks                          |
| 1973/74            | 47:35              | 57,3               | 1:4 in den Western Conference-Halbfinals gegen die Milwaukee Bucks       |
| 1974/75            | 30:52              | 36,6               | Nicht für die Playoffs qualifiziert                                      |
| 1975/76            | 40:42              | 48,8               | Nicht für die Playoffs qualifiziert                                      |
| 1976/77            | 53:29              | 64,6               | 0:4 in den Western Conference-Finals gegen die Portland Trail Blazers    |
| 1977/78            | 45:37              | 54,9               | 1:2 in der ersten Runde gegen die Seattle SuperSonics                    |
| 1978/79            | 47:35              | 57,3               | 1:4 in den Western Conference-Halbfinals gegen die Seattle SuperSonics   |
| 1979/80            | 60:22              | 73,2               | NBA-Meister gegen die Philadelphia 76ers mit 4:2                         |
| 1980/81            | 54:28              | 65,9               | 1:2 in der ersten Runde gegen die Houston Rockets                        |
| 1981/82            | 57:25              | 69,5               | NBA-Meister gegen die Philadelphia 76ers mit 4:2                         |
| 1982/83            | 58:24              | 70,7               | 0:4 in den NBA-Finals gegen die Philadelphia 76ers                       |
| 1983/84            | 54:28              | 65,9               | 3:4 in den NBA-Finals gegen die Boston Celtics                           |
| 1984/85            | 62:20              | 75,6               | NBA-Meister gegen die Boston Celtics mit 4:2                             |
| 1985/86            | 62:20              | 75,6               | 1:4 in den Western Conference-Finals gegen die Houston Rockets           |
| 1986/87            | 65:17              | 79,3               | NBA-Meister gegen die Boston Celtics mit 4:2                             |
| 1987/88            | 62:20              | 75,6               | NBA-Meister gegen die Detroit Pistons mit 4:3                            |
| 1988/89            | 57:25              | 69,5               | 0:4 in den NBA-Finals gegen die Detroit Pistons                          |
| 1989/90            | 63:19              | 76,8               | 1:4 in den Western Conference-Halbfinals gegen die Phoenix Suns          |
| 1990/91            | 58:24              | 70,7               | 1:4 in den NBA-Finals gegen die Chicago Bulls                            |
| 1991/92            | 43:39              | 52,4               | 1:3 in der ersten Runde gegen die Portland Trail Blazers                 |
| 1992/93            | 39:43              | 47,6               | 2:3 in der ersten Runde gegen die Phoenix Suns                           |
| 1993/94            | 33:49              | 40,2               | Nicht für die Playoffs qualifiziert                                      |
| 1994/95            | 48:34              | 58,5               | 2:4 in den Western Conference-Halbfinals gegen die San Antonio Spurs     |
| 1995/96            | 53:29              | 64,6               | 1:3 in der ersten Runde gegen die Houston Rockets                        |
| 1996/97            | 56:26              | 68,3               | 1:4 in den Western Conference-Halbfinals gegen den Utah Jazz             |
| 1997/98            | 61:21              | 74,4               | 0:4 in den Western Conference-Finals gegen den Utah Jazz                 |
| 1998/99            | 31:19              | 62,0               | 0:4 in den Western Conference-Halbfinals gegen die San Antonio Spurs     |
| 1999/00            | 67:15              | 81,7               | NBA-Meister gegen die Indiana Pacers mit 4:2                             |
| 2000/01            | 56:26              | 68,3               | NBA-Meister gegen die Philadelphia 76ers mit 4:1                         |
| 2001/02            | 58:24              | 70,7               | NBA-Meister gegen die New Jersey Nets mit 4:0                            |
| 2002/03            | 50:32              | 61,0               | 2:4 in den Western Conference-Halbfinals gegen die San Antonio Spurs     |
| 2003/04            | 56:26              | 68,3               | 1:4 in den NBA-Finals gegen die Detroit Pistons                          |
| 2004/05            | 34:48              | 41,5               | Nicht für die Playoffs qualifiziert                                      |
| 2005/06            | 45:37              | 54,9               | 3:4 in der ersten Runde gegen die Phoenix Suns                           |
| 2006/07            | 42:40              | 51,2               | 1:4 in der ersten Runde gegen die Phoenix Suns                           |
| 2007/08            | 57:25              | 69,5               | 2:4 in den NBA-Finals gegen die Boston Celtics                           |
| 2008/09            | 65:17              | 79,3               | NBA-Meister gegen die Orlando Magic mit 4:1                              |
| 2009/10            | 57:25              | 69,5               | NBA-Meister gegen die Boston Celtics mit 4:3                             |
| 2010/11            | 57:25              | 69,5               | 0:4 in den Western Conference-Halbfinals gegen die Dallas Mavericks      |
| 2011/12            | 41:25              | 62,1               | 1:4 in den Western Conference-Halbfinals gegen den Oklahoma City Thunder |
| 2012/13            | 45:37              | 54,9               | 0:4 in der ersten Runde gegen die San Antonio Spurs                      |
| 2013/14            | 27:55              | 32,9               | Nicht für die Playoffs qualifiziert                                      |
| 2014/15            | 21:61              | 25,6               | Nicht für die Playoffs qualifiziert                                      |
| 2015/16            | 17:65              | 20,7               | Nicht für die Playoffs qualifiziert                                      |
| 2016/17            | 26:56              | 31,7               | Nicht für die Playoffs qualifiziert                                      |
| 2017/18            | 35:47              | 42,7               | Nicht für die Playoffs qualifiziert                                      |
| 2018/19            | 37:45              | 45,1               | Nicht für die Playoffs qualifiziert                                      |
| 2019/20            | 52:19              | 73,2               | NBA-Meister gegen die Miami Heat mit 4:2                                 |
| 2020/21            | 42:30              | 58,3               | 2:4 in der ersten Runde gegen die Phoenix Suns                           |
| 2021/22            | 33:49              | 40,2               | Nicht für die Play-offs qualifiziert                                     |
| 2022/23            | 43:39              | 52,4               | 0:4 in den Western Conference-Finals gegen die Denver Nuggets            |
| 2023/24            | 47:35              | 57,3               | 1:4 in der ersten Runde gegen die Denver Nuggets                         |
| 2024/25            | 50:32              | 61,0               | 1:4 in der ersten Runde gegen die Minnesota Timberwolves                 |
| Gesamt             | 3600:2486          | 59,2               | 465:317 in den Playoffs (59,2 %) – 17 NBA-Meisterschaften                |

## Sonstiges
43 Heimsiege in Folge gegen ein Franchise (Kings), die in diesem Zeitraum zweimal den Namen änderten. Die Serie begann am 28. März 1975 und endete am 8. November 1992.
Höchste Niederlage 75:123 (48 Punkte) am 28. März 2016 gegen Utah.

### Übertragungsrechte
Ab der NBA-Saison 2013/14 hat Time Warner Cable für 20 Jahre die Übertragungsrechte für alle Spiele der Pre-Season, der regulären Saison und der Playoffs erworben, die in den Vereinigten Staaten nicht national übertragen werden. Der Vertrag hat einen Gesamtwert von drei Milliarden US-Dollar.

### Celtics-Lakers-Rivalität
Zwischen den Los Angeles Lakers und den Boston Celtics besteht seit dem Beitritt der Lakers zur Liga eine starke Rivalität, die in den 1960ern und 80ern ihren Höhepunkt hatte. Beide Teams trafen sich zwölfmal in den NBA-Finals, davon gewannen die Celtics neun Serien.